# Кремлёвский кардинал
Кремлёвский кардинал — шпионский роман-триллер американского писателя Тома Клэнси. Опубликован 20 мая 1988 года. Прямой сиквел романа «Охота за Красным октябрём». В романе повествуется о борьбе советских и американских спецслужб в разработке лазерного оружия.
«Кремлёвский кардинал» считается основным примером традиционного шпионского романа в творчестве Клэнси до появления романа «Красный кролик». В романе присутствует «близкое к фетишизму внимание к деталям ремесла шпионажа и исследование людей, которые занимаются этим опасным занятием». Кроме этого, книга написана в ходе пребывания на посту генсека Михаила Горбачёва, что рассматривается историками как критический пункт мировой истории, после которого коммунизм в СССР пришёл к упадку. Клэнси подтверждает своё убеждение, что с реформаторами в советском правительстве, такими как Горбачёв, СССР с большей вероятностью изменит свои отношения с США. Позднее, с распадом СССР, три года спустя, это стало возможным.
Книга написана во время советской операции в Афганистане и стратегической оборонной инициативы, что отражено в романе. Также в книге встречаются герои предыдущего романа «Охота за „Красным октябрём“»: Филитов и Рамиус и показывается сходство их мотивов, приведших их к предательству своей страны.

## Описание сюжета
СССР строит в Таджикской ССР близ границы секретный объект «Яркая звезда» — мощную лазерную установку, способную благодаря орбитальным спутникам-зеркалам наносить сокрушительные удары по противнику. Руководит проектом прославленный генерал ВВС Покрышкин. Командование посылает инспектора полковника Бондаренко, высоко оценившего перспективы объекта и низко — его охрану из роты пограничников. Впечатлённый отзывом Бондаренко, Покрышкин предлагает ему перейти на объект, Бондаренко становится его замом. Военные проводят испытание установки, луч рассеивается в атмосфере, но его мощи хватает, чтобы оплавить спутник-мишень.
Высокопоставленный предатель, американский агент «Кардинал», полковник-танкист, герой ВОВ Михаил Филитов передаёт информацию о «Яркой звезде». Связник в момент передачи в вагоне метро роняет плёнку, заметивший это пассажир, оказавшийся офицером КГБ, арестовывает его. Идя по цепочке контрразведка выходит на банщика Филитова, но тот скрывается и погибает от рук преступников. КГБ устанавливает слежку за Филитовым и арестовывает его в ходе передачи материала американскому дипломату Мэри-Пэт Фоули. Не решаясь применить пытки к старику, КГБ помещает его в полностью изолированную камеру-одиночку, вызывая у Филитова сенсорную депривацию. Во время допроса, при помощи двойника фронтового товарища Филитова полковник Ватутин выбивает признание из ослабевшего старика.
В Политбюро происходит борьба за власть. Не желая свержения генсека Нармонова и прихода к власти честолюбивого председателя КГБ Герасимова, ЦРУ проводит свой план. Комиссия Конгресса в главе с сенатором Трентом расследует финансовые операции Райана, обвиняя его в злоупотреблении секретной информацией. Райан лично оскорбляет гомосексуалиста Трента и жалуется своему знакомому советскому дипломату, сотруднику КГБ. Решив, что Райана можно завербовать, полковник КГБ Головко устраивает ему встречу с самим Герасимовым. На встрече Райан шантажирует Герасимова, объявив, что подлодка «Красный октябрь», благодаря гибели которой Герасимов избавился от командующего ВМС СССР адмирала Горшкова, на самом деле перешла к американцам. Также переговоры о сокращении вооружений будут повёрнуты в неблагоприятное для Герасимова русло. Райан предлагает Герасимову бежать на Запад.
Чтобы обелить себя перед Политбюро Герасимов решается на отчаянный шаг. Группа офицеров КГБ похищает руководителя американского лазерного проекта майора Грегори. Агенты проводят операцию наспех, заблудившийся водитель привлекает внимание офицера дорожной полиции. Группа освобождения заложников ФБР освобождает Грегори. Герасимов забирает Филитова и улетает на американском самолёте, агент Кларк эвакуирует его семью из Таллина. Райан попадается КГБ но после разговора с Нармоновым его отпускают. Филитов умирает в США.
Тем временем, две группы моджахедов нападают на «Яркую звезду» и уничтожают оборудование и людей. Полковник Бондаренко собирает гражданский персонал базы в недостроенном здании и, потеряв почти всех солдат, истребляет нападавших. Но другая группа моджахедов, врывается в центр управления и убивает всех укрывшихся там во главе с генералом Покрышкином. Тем не менее, Бондаренко надеется восстановить объект и сделать его самым укреплённым в СССР.

## Отзывы
Роман после его выхода занял первое место в списке бестселлеров газеты The New York Times.
Роман стал бестселлером в год выхода, было продано 1.277.000 экземпляров в жёсткой обложке. «Кремлёвский кардинал» получил положительные отзывы. Журнал отзывов Kirkus Reviews отметил книгу как «Меньше полагающуюся на технические детали чем предыдущие книги Клэнси и наполненную подсюжетами, многие из которых занимательны. Много действия и нет каши». Роберт Лекачман в обзоре для газеты The New York Times отозвался о книге с похвалой: «безусловно лучшую из серии Джека Райана» и добавил «В то время как проза романа не лучше, чем у остальных произведений (в конце концов сам жанр не привлекает многих подающих надежды Флобертов), разоблачение тайного агента (Кардинала), является настолько изощрённым упражнением в искусстве шпионажа, с каким я еще не сталкивался». Боб Вудворд с своём обзоре для газеты The Washington Post отозвался о книге, как о «отличном шпионском романе», «соперничающем с „Охотой за Красным октябрём“, превосходящей его „Красный шторм“ и догоняющей его „Игры патриотов“».
В 1991 году вышла одноимённая видеоигра в жанре симулятора глобального управления, разработанная для компьютеров Amiga.
После выхода в 1994 году фильма «Прямая и явная угроза» рассматривалась возможность экранизации романа, но это было сочтено слишком затруднительным в результате чего продюсер Мейс Ньюфилд приобрёл права на экранизацию романа «Все страхи мира». Харрисон Форд должен был исполнить роль Джека Райана, работая с Уильямом Шетнером.